# Herbulotia rubrofusca
Herbulotia rubrofusca är en fjärilsart som beskrevs av Rudolf Pinker 1963. Herbulotia rubrofusca ingår i släktet Herbulotia och familjen mätare. Inga underarter finns listade i Catalogue of Life.